# Тененичі
Тененичі (рос. Тененичи) — присілок у Лодєйнопольському районі Ленінградської області Російської Федерації.
Населення становить 90 осіб. Належить до муніципального утворення Янегське сільське поселення.

## Історія
Згідно із законом від 20 вересня 2004 року № 63-оз належить до муніципального утворення Янегське сільське поселення.

## Населення
| 1879 | 1905 | 1927 | 1965 | 1997 | 2007 | 2010 |
| ---- | ---- | ---- | ---- | ---- | ---- | ---- |
| 111  | ↘59  | ↗106 | ↗185 | ↘123 | ↘95  | ↘82  |
| 2014 |      |      |      |      |      |      |
| ↗90  |      |      |      |      |      |      |